# Viktor Tietz

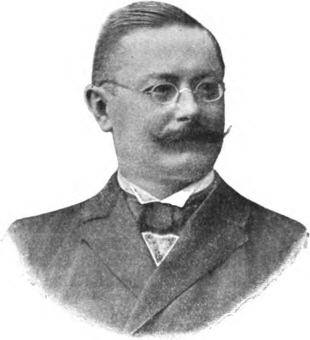
Viktor Tietz

Viktor Tietz (* 13. April 1859 in Rumburg, Königreich Böhmen; † 8. Dezember 1937 in Karlsbad, Tschechoslowakei) war ein sudetendeutscher Schachspieler und -funktionär.

## Leben
Er war der Sohn  des Brauereibesitzers Friedrich Tietz aus Rumburg.
Tietz belegte den 7. Platz bei den Schachmeisterschaften 1889 in Breslau und gewann vor Dawid Janowski und Moritz Porges in Karlsbad 1902.
1899 gründete er den Schachverein/-club in Karlsbad, der ab 1918 zum Deutschen Schachverband in der Tschechoslowakei gehörte.
Er erfand das Tie-Break-System, das heute Tietz-System genannt wird. Er war einer der Hauptorganisatoren von vier internationalen Schachturnieren in Karlsbad 1907, 1911, 1923 und 1929.
Beruflich war er zuletzt als Steueroberinspektor in Karlsbad tätig.